# كلية طب الأسنان بالمنستير

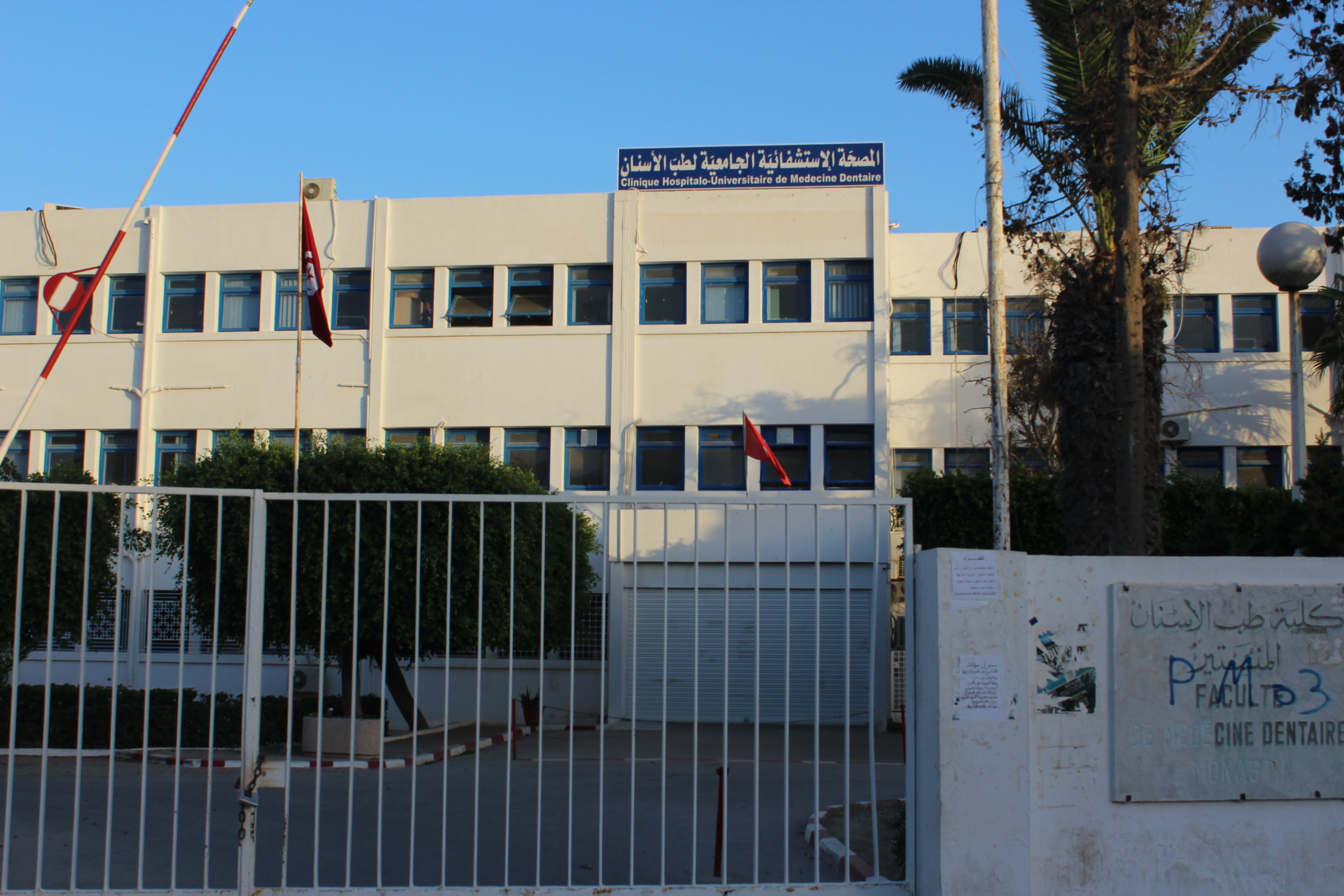
المصحة الإستشفائية الجامعية لطب الأسنان

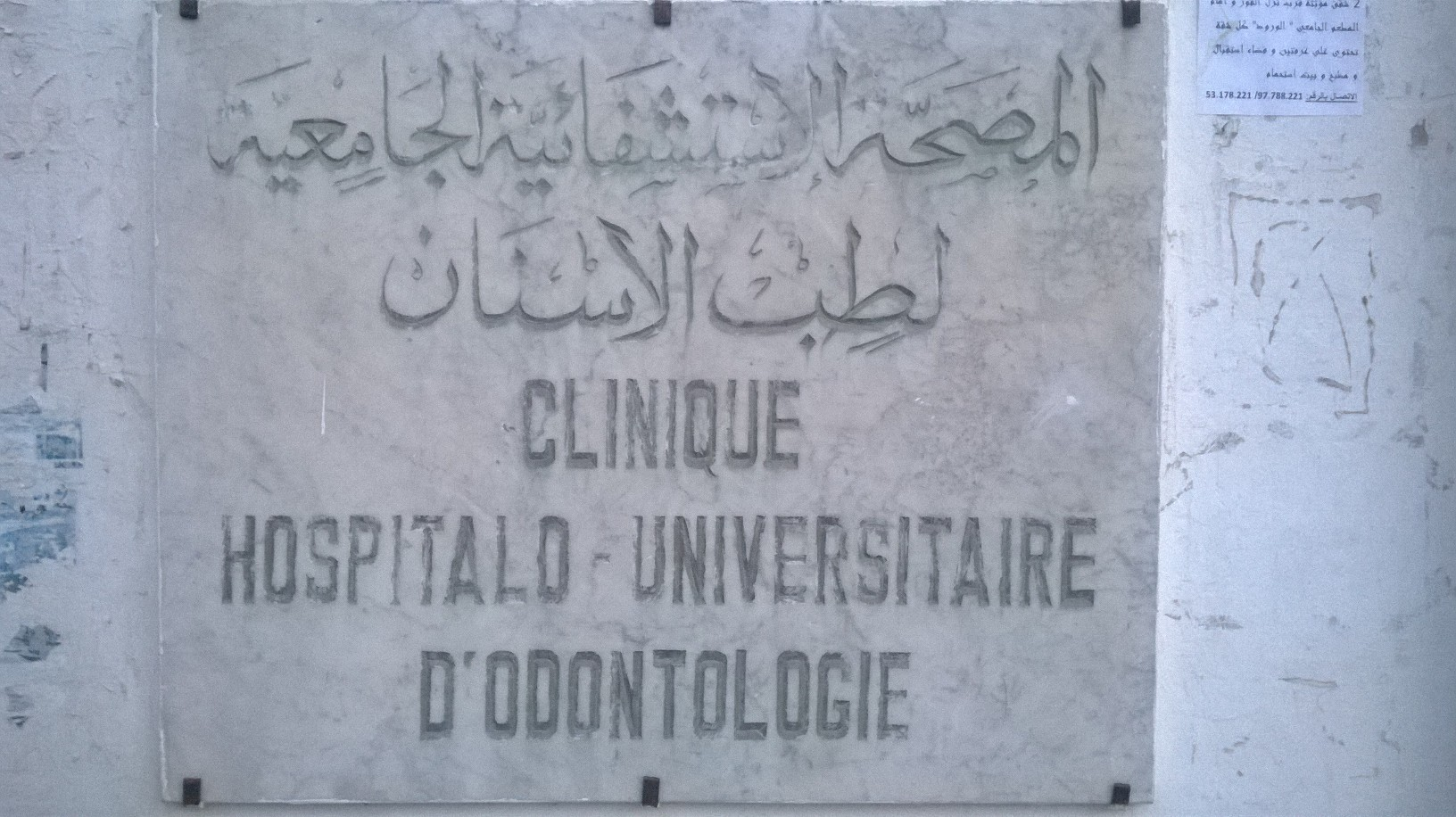
المصحة الاستشفائية الجامعية لطب الأسنان

كلية طب الأسنان بالمنستير هي إحدى الكليات التابعة لجامعة المنستير، وقد أنشئت عام 1975 تحت تسمية كلية طب الأسنان والصيدلة بالمنستير، وذلك بمقتضى القانون عدد 75-71 المؤرخ في 14 نوفمبر  1975،. وهي الكلية الوحيدة لطب الأسنان بالبلاد التونسية. تقع الكلية تحت الإشراف المزدوج لوزارة التعليم العالي والبحث العلمي ووزارة الصحة.
توجد الكلية في شارع ابن سينا بالمنستير، ولها مصحة استشفائية جامعية في طب الأسنان خاصة بها.

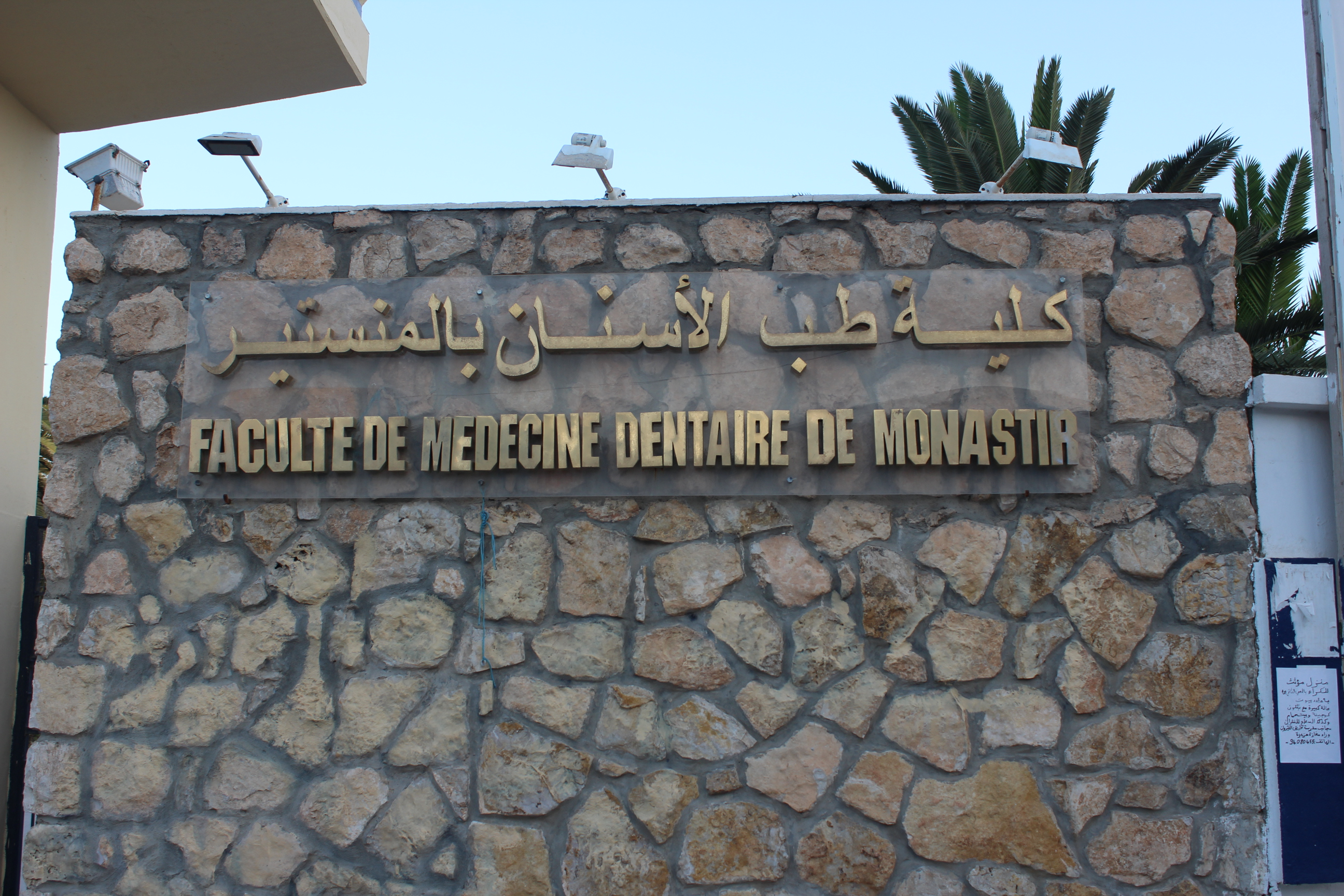
كلية طب الأسنان بالمنستير

## أرقام
- طبقا لإحصائيات 2017-2018 يدرس بكلية طب الأسنان بالمنستير 1516 طالبا.[6]
- تعد الكلية 141 أستاذا جامعيا.[7]
- تحتوى علي أكثر من 11 وحدة بحث.[2]

## البنيات الأساسية
تغطي الكلية مساحة 5000 متر مربع تقريبًا وتشترك في الحرم الجامعي مع كلية الصيدلة.

### المدرجات الجامعية والفضاءات الأخرى
- ثلاث مدرجات للمحاضرات ؛
- قاعة جامعية للمؤتمرات ؛
- مكتبة ؛
- قاعتان للنفوذ إلى الإنترنت ؛
- منطقة ثقافية وترفيهية ؛

### مختبرات التدريس
- ثمانية مختبرات تدريس:
  - علم التشريح ؛
  - علم الانسجة ؛
  - البيولوجيا الجزيئية والخلوية ؛
  - علوم الكمبيوتر ؛
  - علم وظائف الأعضاء ؛
  - الكيمياء ؛
  - الكيمياء الحيوية ؛
  - علم الاحياء المجهري ؛
- تسعة قاعات أشغال تطبيقية:
  - التركيبات الثابتة ؛
  - التركيبات الجزئية القابلة للفك ؛
  - التركيبات الكاملة القابلة للفك ؛
  - علاج الأسنان التحفظي وعلاج العصب ؛

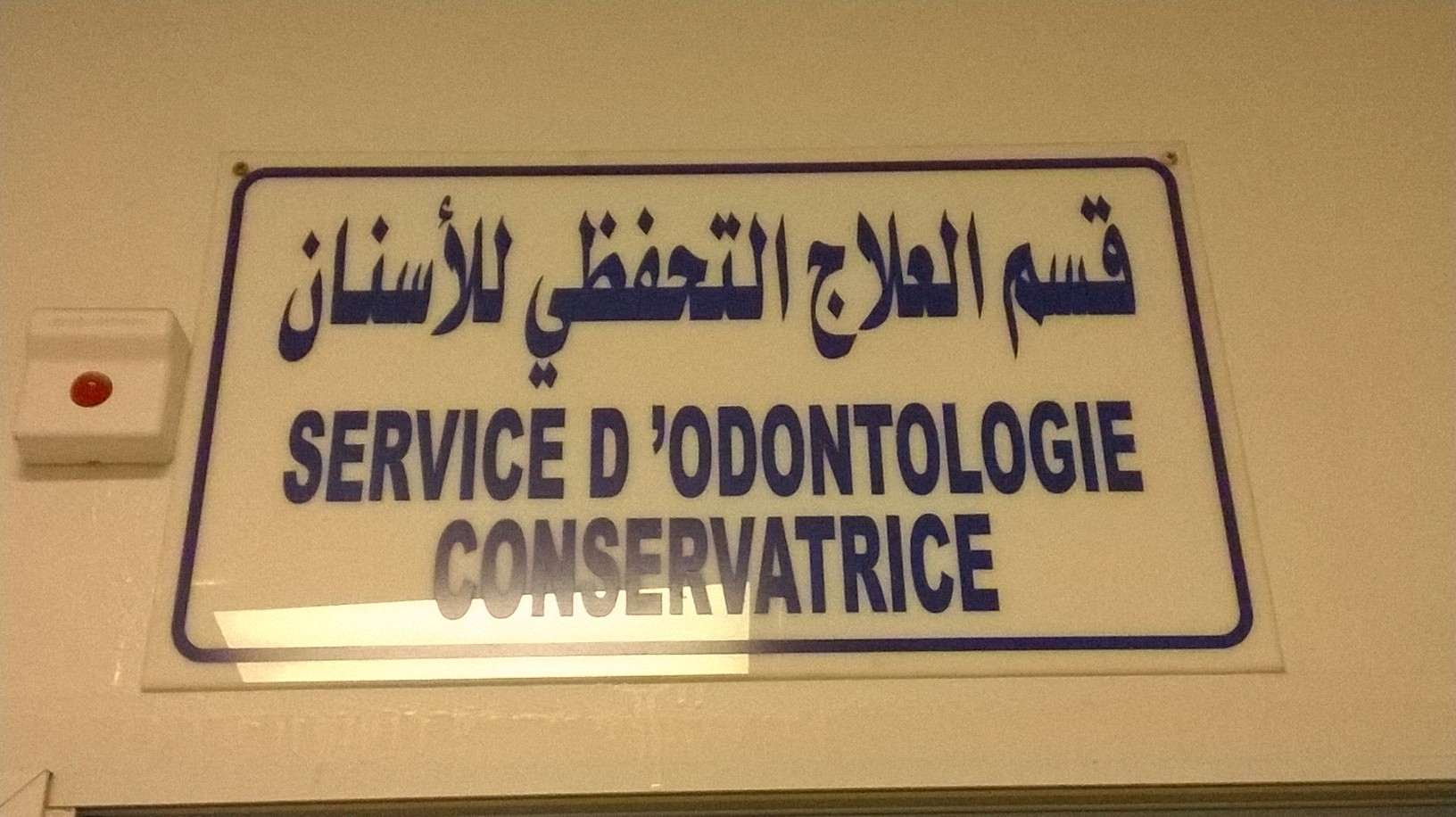
قسم علاج الأسنان التحفظي

  - التشريح العام ؛
  - تشريح الأسنان ؛
  - المواد الحيوية ؛
  - قسم علاج الأسنان التحفظيالكيمياء ؛
  - الكيمياء الحيوية[9] ؛

### المستشفيات والأقسام المرتبطة بالكلية
من أجل توفير تدريب شامل ومتكامل للأطباء الداخليين والمقيمين والطلاب في الدرجات الرابعة والخامسة، يتوجب عليهم الحصول على تدريب طبي سريري يومي خلال مسيرتهم في المراكز الإستشفائية الجامعية التالية:
- المصحة الإستشفائية الجامعية لطب الأسنان بالمنستير التابعة للكلية والتي تحتوي ثمانية أقسام أساسية:
  - التركيبات الثابتة
  - التركيبات الجزئية القابلة للفك
  - التركيبات الكاملة القابلة للفك
  - تقويم الأسنان الوقائي والاعتراضي
  - أمراض الفم و اللثة
  - علاج الأسنان التحفظي وعلاج العصب
  - طب أسنان الأطفال والوقاية
  - طب وجراحة الفم قسم بدائل الأسنان الكاملة
- المستشفى الجامعي فرحات حشاد بسوسة
- المستشفى الجامعي سهلول بسوسة
- المستشفى الجامعي الرابطة بتونس
- المستشفى الجامعي شارل نيكول بتونس

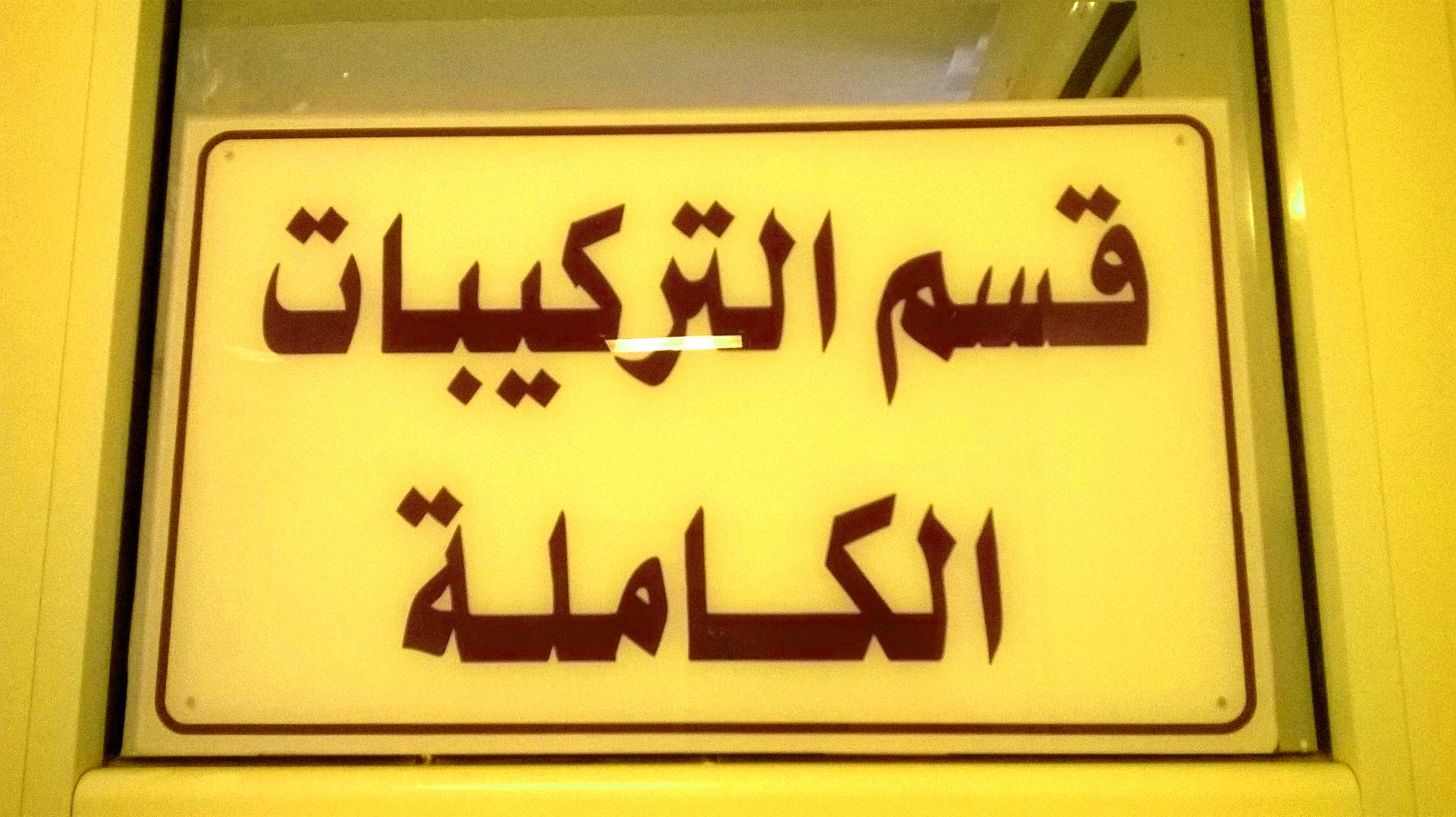
قسم بدائل الأسنان الكاملة

- المستشفى العسكري الأصلي للتعليم بتونس
- المستشفى الجامعي فطومة بورقيبة بالمنستير
- المستشفى الجامعي الطاهر صفر بالمهدية

## التكوين الجامعي
تسند الكلية الشهادة الوطنية لدكتور في طب الأسنان وتوفر شهائد الماجستير ودكتوراه الاختصاص.
يستمر نظام الدراسات الطبية للحصول على الشهادة الوطنية لطب الأسنان لمدة ست سنوات: خمس سنوات من التدريب النظري والتطبيقي و سنة واحدة من التربص الداخلي. ينقسم إلى دورة أولى من سنتين، دورة ثانية من ثلاث سنوات مع تربص داخلي بعام واحد، ودراسة أطروحة.
ويتم تنظيم هذه الدراسات في صورة وحدات، محاضرات، دروس وعمل تطبيقي ومواضع سريرية. يتم تقييم الطلاب عن طريق الامتحانات التحريرية والشفوية والامتحانات العملية والموجهة والفحوص السريرية.
بعد المرحلة الأساسية من ست سنوات، يمكن للخريجين الالتحاق بالمناظرة الوطنية للإقامة (الاختصاص) لاختيار تخصص نظري أو تخصص سريري.
تتوفر دورة ثالثة من الدراسات المتخصصة في طب الأسنان للطلاب المتخرجين الذين يجتازون هاته المناظرة الوطنية. تنقسم هذه التخصصات إلى فئتين:
- التخصصات السريرية:
  - التركيبات الثابتة
  - التركيبات الجزئية القابلة للفك
  - التركيبات الكاملة القابلة للفك
  - تقويم الأسنان الوقائي والاعتراضيالمدخل الرئيسي المشترك بين كلية طب الأسنان و كلية الصيدلة
  - أمراض الفم و اللثة
  - علاج الأسنان التحفظي وعلاج العصب
  - طب أسنان الأطفال والوقاية
  - طب وجراحة الفم
  - الأشعة السينية في طب الأسنان

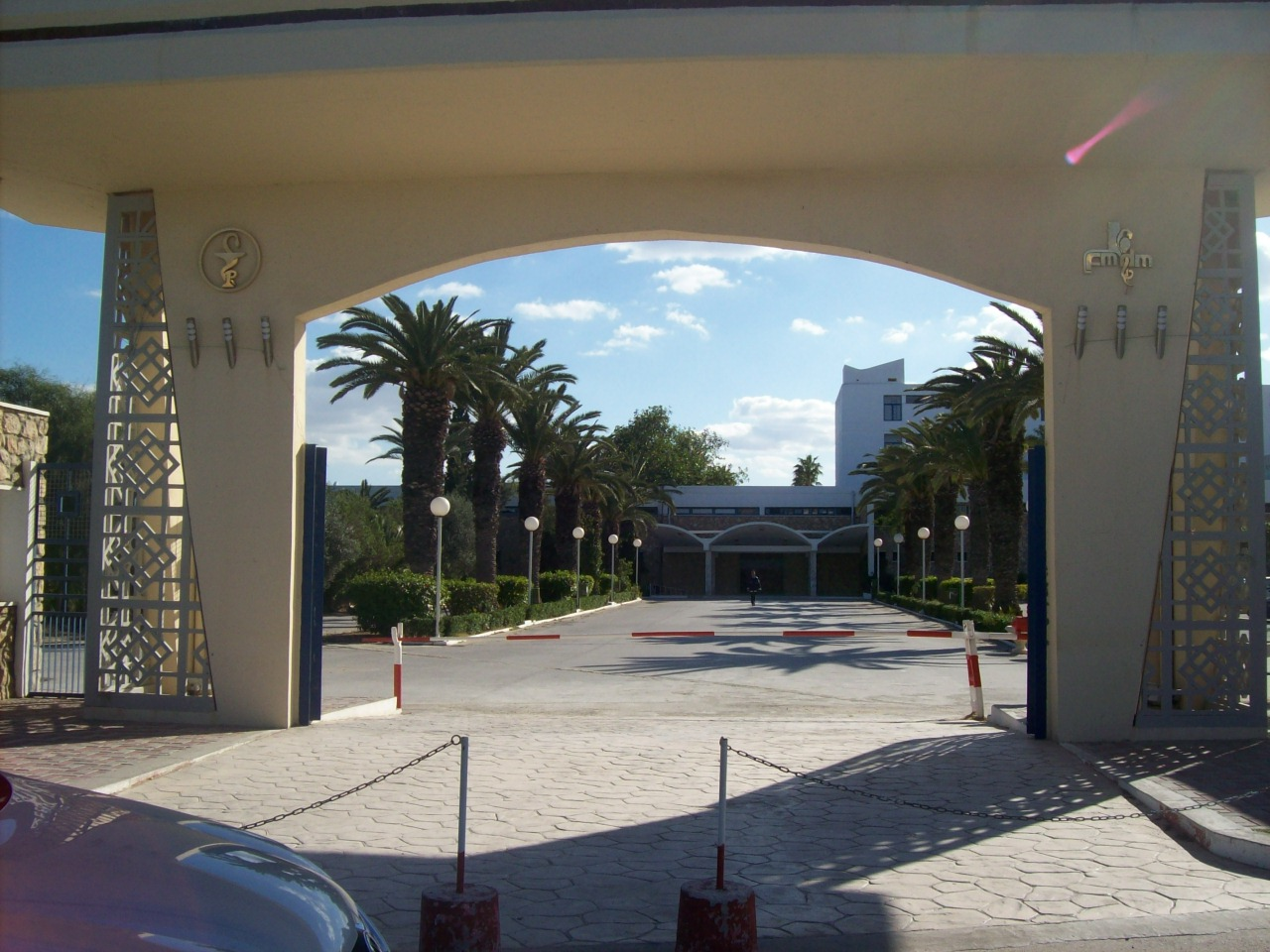
المدخل الرئيسي المشترك بين كلية طب الأسنان و كلية الصيدلة

- التخصصات النظرية الأساسية:تدشين الكليتين
  - علم التشريح
  - علم تشريح الأسنان
  - طب الاسنان الشرعي
  -  المواد الحيوية
  - علم الجراثيم والفيروسات والمناعة
  - علم الأنسجة - علم الأجنة
  - علم وظائف الأعضاء
  - علم الصيدلة في طب الأسنان
  - الفيزياء الحيوية في طب الأسنان[13]

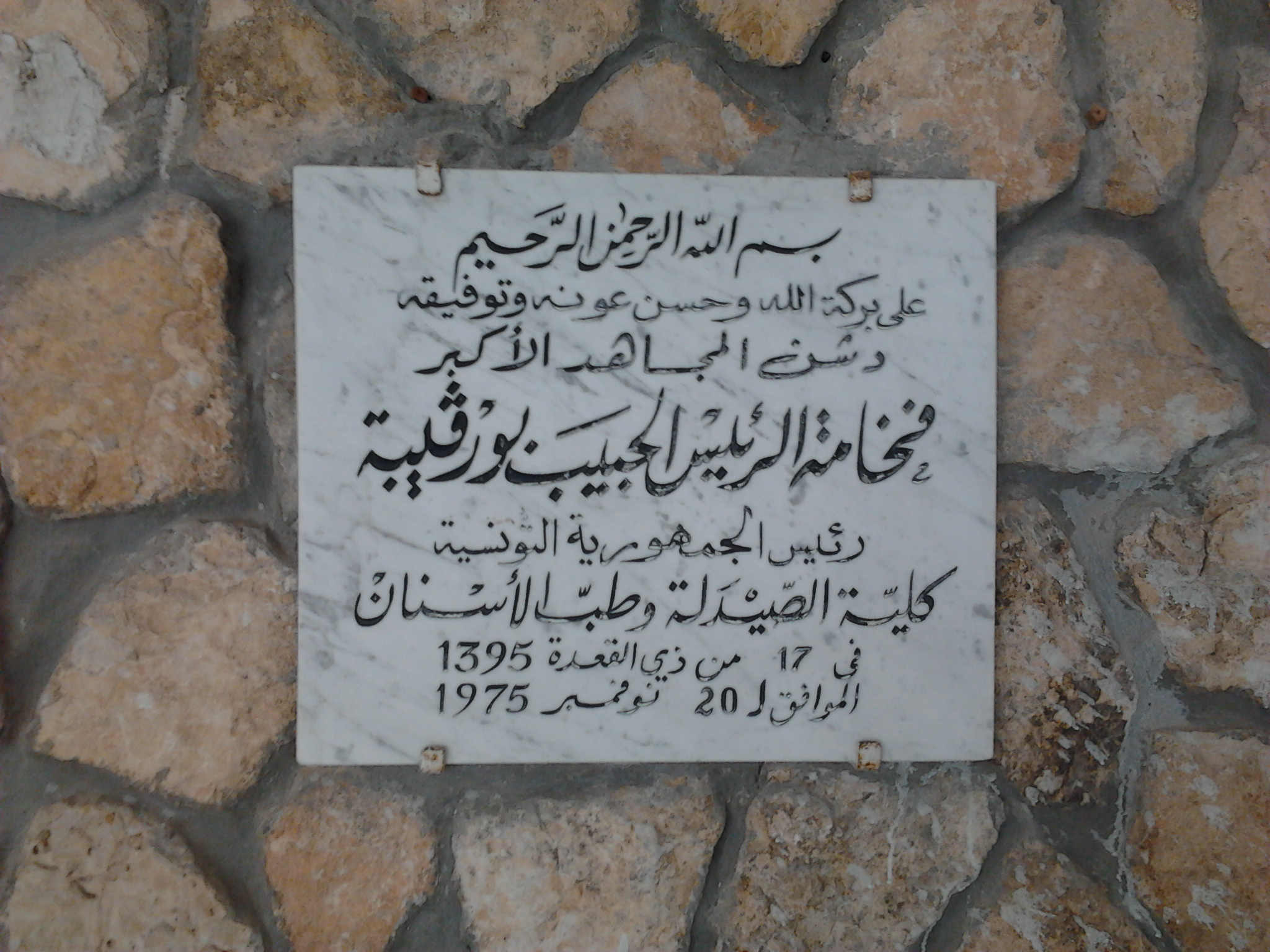
تدشين الكليتين

كما تقدم الجامعة شهادات الدراسة الإضافية والتدريب بعد التخرج.

## علاقات خارجية
ربطت كلية طب الأسنان علاقات تعاون وشراكة مع العديد من كليات طب الأسنان الأجنبية. وهي متوأمة مع كليتي جراحة الأسنان باريس 7، ومرسيليا بفرنسا وكلية جراحة الأسنان بمونستر (Münster) بألمانيا. كما ترتبط باتفاقيات تعاون مع كل من كليات جراحة الأسنان باريس 5، ومونبليي، وبوردو، وليون، وجامعة القديس يوسف ببيروت وجامعة سبها بالجماهيرية العربية الليبية.

## مكتبة الكلية
يبلغ رصيد مكتبة كلية طب الأسنان بالمنستير 1390 عنوانا، و50 مجلة بالإضافة إلى 2262 أطروحة دكتوراه في طب الأسنان. وأكثر من مائة أطروحة على قرص مضغوط. هذا وتحتوي قاعدة بيانات المكتبة على حوالي 10 آلاف مقال علمي.

## وصلات خارجية
- موقع كلية طب الأسنان بالمنستير نسخة محفوظة 12 يونيو 2018 على موقع واي باك مشين..